# Kis- és nagybetűk

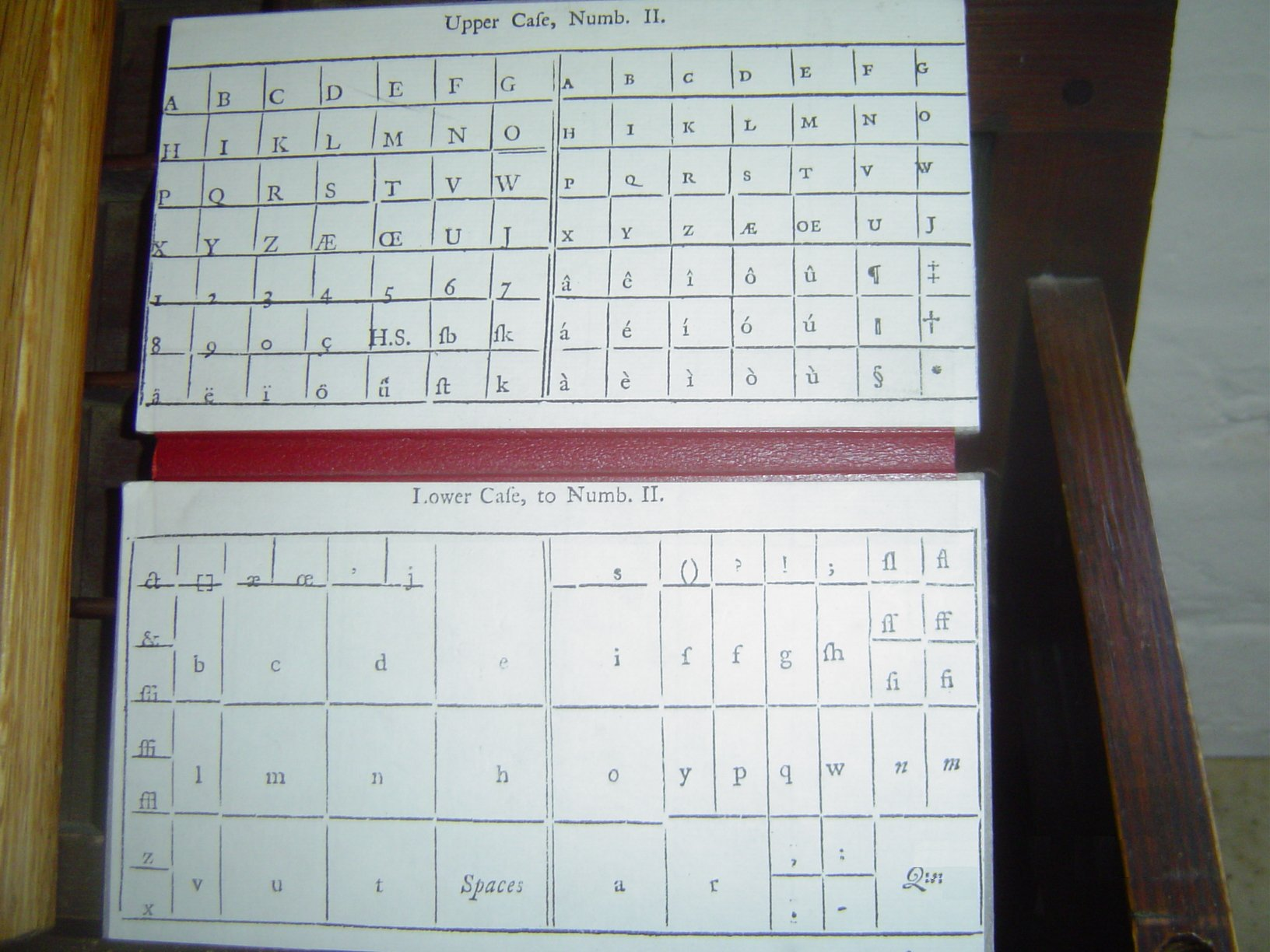
Williamsburgi 18. századi nyomda betűi

A tipográfiában és a helyesírásban megkülönböztetett kisbetűk és nagybetűk (minuszkulák és majuszkulák, angol nyelvterületen lower case és upper case) az írásrendszer betűinek két karakterkészletét alkotják.
A latin írás nagybetűi az A, B, C stb., kisbetűi az a, b, c stb.
A legtöbb nyugati nyelv (legalábbis azok, amik a latin, cirill, görög, örmény vagy kopt írásrendszert használják) megkülönböztet egymástól kis- és nagybetűs írásmódokat. Sok más írásrendszerben viszont nincs ilyen megkülönböztetés, például a grúz, héber és dévanágari írásokban. Ha egy ábécé ismeri a kis- és nagybetűk fogalmát, az összes vagy csaknem az összes betűjének létezik mindkét formája. A kis-nagybetű páros mindkét tagját ugyanazon betűnek tekintik: megegyezik a nevük, kiejtésük és az ábécé szerinti rendezésük is. Nagybetűs alakkal nem rendelkező betűre sokáig példa volt a német ß. Nagybetűs formában általában két betűvel írják („SS”), de 2017. júliusa óta a német helyesírás használja a nagybetűs alakját, az ẞ-t is.
Az egyes nyelvekben különböző helyesírási szabályok határozzák meg, hogy milyen helyzetben kell kis- vagy nagybetűket használni.
Az angol nyelvben például nagybetűvel kezdik a mondat első szavát, a tulajdonneveket, a tulajdonnévből képzett mellékneveket, nagybetűvel írják a monogramokat és mozaikszókat, az egyes szám első személyű „I” névmást, egyéb esetekben kisbetűt használnak. Nyomatékosításra is használnak nagybetűket, például főcímek és rovatcímek esetén (ilyenkor gyakran kiskapitálissal).
A német nyelvben minden főnév nagybetűvel kezdődik. A magyar nyelvben viszont a hetek, hónapok nevei, a népnevek, vallások nevei és az ünnepek nevei is csupa kisbetűvel íródnak.

## Összehasonlító táblázat
Íme a magyar nyelvben használt (egyjegyű) kis- és nagybetűk összehasonlítása. A pontos megjelenés függ a használt betűkészlettől.
| Nagybetűk: | A | Á | B | C | D | E | É | F | G | H | I | Í | J | K | L | M | N | O | Ó | Ö | Ő | P | Q | R | S | T | U | Ú | Ü | Ű | V | W | X | Y | Z |
| Kisbetűk:  | a | á | b | c | d | e | é | f | g | h | i | í | j | k | l | m | n | o | ó | ö | ő | p | q | r | s | t | u | ú | ü | ű | v | w | x | y | z |

A többjegyű betűk (cs, dz, dzs stb.) jegyeit csupa nagybetűs írás esetében teljesen nagybetűsítik (CS, DZ, DZS), címek, tulajdonnevek, mondatkezdő pozíció esetében csak az első jegyét (Cs, Dz, Dzs).

## Története

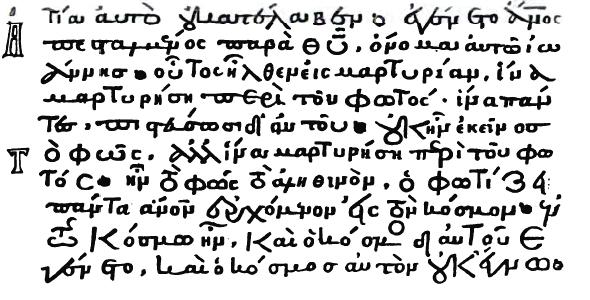
A Codex Ebnerianus (c. 1100) részlete, minuszkulákkal

Az első ábécéket egyenletes méretű („kétvonalas”), gondosan kidolgozott nagybetűkkel írták. Ezek a majuszkulák a tollal való gyors lejegyzés során fokozatosan kerekebb, egyszerűbb formákká, például unciálisokká alakultak. Az unciális írásból kifejlődött minuszkuláris betűalakok, mint a félunciális és kurzív minuszkulák már nem maradtak meg a vonalpáron belül („négyvonalasak”). 
Ezek voltak az előképei a Nagy Károly udvarában Alcuin által használt karoling minuszkulának, ami gyorsan elterjedt Európa-szerte.
Az európai nyelvek – az ógörög és a latin kivételével – kb. 1300-ig nem különböztettek meg kis- és nagybetűket. A latin esetében találtak olyan, i. sz. 79 előttről származó herculaneumi papiruszokat, melyekben előfordultak az a, b, d, h, p és r kisbetűk – Knut Kleve papirológus szakértő szerint „hibásnak tűnik az a feltételezés, hogy a kisbetűk az ötödik századi unciálisokból és a kilencedik századi karoling minuszkulákból alakultak ki”.

## Betűegységesítés
A betűegységesítés vagy case folding, azaz egy string átalakítása csupa kis- vagy nagybetűssé számítógépes alkalmazások által gyakran alkalmazott technika. Általában a kis- és nagybetűkre érzéketlen (case insensitive) összehasonlítások végzésére használják (pl. aLMa = AlmA). A magas szintű programozási nyelvek gyakran tartalmaznak beépített eszközt a betűegységesítésre, legalábbis az ASCII karakterkészleten belül.

### Unicode-betűegységesítés ésscript-azonosítás
A Unicode szabvány a betűegységesítést a karakterek három case-mapping (megfeleltetési) tulajdonságán keresztül határozza meg: nagybetű, kisbetű, illetve címben szereplő betű (titlecase). Ezek a tulajdonságok minden kis- és nagybetűket elkülönítő Unicode scriptben (kb. írásrendszerben) összekötnek minden egyes karaktert a megfelelő (lower case, upper case, title case) párjaival.

## Speciális esetek
- A görög Σ két kisbetűs formával is rendelkezik: szóvégi helyzetben „ς”, egyébként „σ” a helyes írásmód.
- A kaukázusi nyelvek írásakor használt cirill Ӏ (палочка) kis- és nagybetűs formája megegyezik (és írógépen mindkettőt 1-esként szokás leírni).
- A legtöbb latin nyelvtől eltérően, ahol az „I” kisbetűs alakján pont van „i”, a török nyelv megkülönböztet pont nélküli és pontos i betűket, tehát létezik a kis ı és a nagy İ is (érdekes módon a j-J párosra ez nem terjed ki, a J kis alakja nem ȷ, sem pedig a j nagy alakja sem J̇). A török ábécét mintául vevő gagauz ábécében is létezik a megkülönböztetés.

## Kapcsolódó jelenségek
Néhány orto- és tipográfiai jelenség, ami szintén alkalmas lehet kiemelésre:
- különböző betűképhatások használata, mint a kurziválás, a dőlt betűs írásmód, a fettelés (kövér, félkövér), a talpas és talpatlan (serif, sans serif) közötti választás
- a matematikai képletek tipográfiai konvenciói között szerepel a görög és latin betűk használata kontúros (blackboard bold) vagy gót betűs (fraktúra) írásmódokkal
- karakterkészlet-választás, például a japán írásrendszerben a kandzsi, hiragana, katakana és rōmaji közötti váltás.

## Fordítás
- Ez a szócikk részben vagy egészben a Letter case című angol Wikipédia-szócikk ezen változatának fordításán alapul.  Az eredeti cikk szerkesztőit annak laptörténete sorolja fel. Ez a jelzés csupán a megfogalmazás eredetét és a szerzői jogokat jelzi, nem szolgál a cikkben szereplő információk forrásmegjelöléseként.